# 細川治年
細川 治年（ほそかわ はるとし）は、江戸時代中期の大名。肥後国熊本藩7代藩主。熊本藩細川家8代。

## 生涯
宝暦8年（1758年）4月25日、6代藩主・細川重賢の次男として誕生した。幼名は胤次、のち元服して父・重賢より1字を与えられて初名の賢年（かたとし）を名乗る。天明5年（1785年）、父の死去により家督を継ぎ、10代将軍・徳川家治より偏諱を賜って治年と改名。父の「宝暦の改革」を引き継いだ藩政を行なったが、翌天明6年（1786年）から天災が起こって、米価高騰により藩内で打ちこわしが起こるなどの苦境に立たされ、そのような中で、天明7年（1787年）9月16日に死去した。享年30。
長岡年和をはじめ、男子が皆早世していたために嗣子がなく、正室・謡台院（埴姫）の同母弟で、支藩の宇土藩主の細川立礼（改め斉茲）が養子に入り跡を継いだ。これにより、細川玉（ガラシャ）の血統は細川本家では絶えることとなった。

## 系譜
子女は3男2女
- 父：細川重賢（1721年 - 1785年）
- 母：屋越 - 松田氏
- 正室：謡台院（1755年 - 1803年）、埴姫 - 細川興文の娘
  - （子を身ごもっていたが流産）
- 側室：登恵崎 - 織田氏
  - 女子：寿姫（1779年 - 1795年）、寧子、咸姫 - 松平頼説正室
  - 嫡男：長岡年和（1781年 - 1800年） - 幼名・雄次、早世。
  - 男子：応五郎（1786年 - 1791年）- 夭折。
- 側室：千木、妙雲院 - 浅尾氏
  - 男子：浄丸（1785年）- 夭折。
  - 女子：就姫（1787年 - 1847年） - 美子、久我通明正室
- 養子
  - 男子：細川斉茲（1755年 - 1835年） - 細川興文の三男、謡台院の同母弟